# Эскалькенс
Эскальке́нс (фр. и окс. Escalquens) — коммуна во Франции, находится в регионе Юг — Пиренеи. Департамент — Верхняя Гаронна. Входит в состав кантона Монжискар. Округ коммуны — Тулуза.
Код INSEE коммуны — 31169.

## География
Коммуна расположена приблизительно в 600 км к югу от Парижа, в 14 км к юго-востоку от Тулузы.
По территории коммуны протекает река Эр-Мор и её небольшие притоки — Бержан (фр. Berjean) и Труа (фр. Troy).

## Климат
Климат умеренно-океанический. Зима мягкая и снежная, весна характеризуется сильными дождями и грозами, лето сухое и жаркое, осень солнечная. Преобладают сильные юго-восточные и северо-западные ветры.

## Население
Население коммуны на 2010 год составляло 5932 человека.
| 1962 | 1968 | 1975 | 1982 | 1990 | 1999 | 2010 |
| ---- | ---- | ---- | ---- | ---- | ---- | ---- |
| 453  | 896  | 2051 | 2884 | 4323 | 5476 | 5932 |

## Администрация
| Период | Период | Фамилия    | Партия                   | Примечания               |
| ------ | ------ | ---------- | ------------------------ | ------------------------ |
| 1953   | 1995   | Жан Кассан | Радикальная левая партия | член генерального совета |
| 1995   | 2020   | Ален Серье | Социалистическая партия  |                          |

## Экономика
В 2010 году среди 4024 человек трудоспособного возраста (15—64 лет) 2961 были экономически активными, 1063 — неактивными (показатель активности — 73,6 %, в 1999 году было 72,9 %). Из 2961 активных жителей работали 2750 человек (1400 мужчин и 1350 женщин), безработных было 211 (97 мужчин и 114 женщин). Среди 1063 неактивных 493 человека были учениками или студентами, 366 — пенсионерами, 204 были неактивными по другим причинам.

## Достопримечательности
- Церковь Св. Мартина (XIV век)
- Замок Эскалькенс (XVI век)

## Города-побратимы
- Серседа (Испания)

## Фотогалерея
- Центральная площадь
- Мэрия
- Церковь Св. Мартина
- Военный мемориал